# ロケットニュース24
ロケットニュース24は、ソシオコーポレーションメディア事業部によって運営される、日本のネットメディア。

## 概要
お金や知名度、人脈はないけれども、くだらなくて、おもしろい出来事などを伝えている。
英語版の名称はソラニュース24（SORA NEWS24）である。

## コンテンツ
たのしい！ ソリティア
編集スタッフかわらのと株式会社ピー・アール・オーとの共同制作。
記事へのコメント投稿
2019年4月からコメント機能は停止している。

## メンバー

### 編集部

#### 編集チーム
- GO羽鳥 - 編集長
- 和才雄一郎 - 副編集長
- 原田たかし
- 御花畑マリコ

#### 記者チーム
- 佐藤英典
- P.K.サンジュン
- 砂小間正貫
- 中澤星児
- あひるねこ

### メインライター
- K.Masami
- 亀沢郁奈
- 江川資具
- 冨樫さや
- 西本大紀
- 耕平
- ルカ
- チャオス
- まろ
- 高木はるか
- 古沢崇道
- アキル
- こいずみゆか
- イナバタクヤ
- 砂付近
- 大島あさ未
- 夏野ふとん

### ゲストライター
- クーロン黒沢
- 麟閣
- 千絵ノムラ
- 岡田ゆかたん
- 矢崎飛鳥
- 田中ケムッチャ

### お絵描き部隊
- マミヤ狂四郎
- 稲葉翔子
- スガラジカル
- ザックKT-4
- うどん粉

### スタッフ
- Yoshio - 創設者
- 瓦野晋治

## 関連書籍
- 魔王軍はホワイト企業（スガラジカル、2024年12月20日、主婦の友社、ISBN 978-4074604401） サイト内で連載している4コマ漫画の単行本。

- 日々限界集落（うどん粉、2024年12月20日、主婦の友社、ISBN 978-4074604340） サイト内で連載している4コマ漫画の単行本。